# Nikołaj Motowiłow

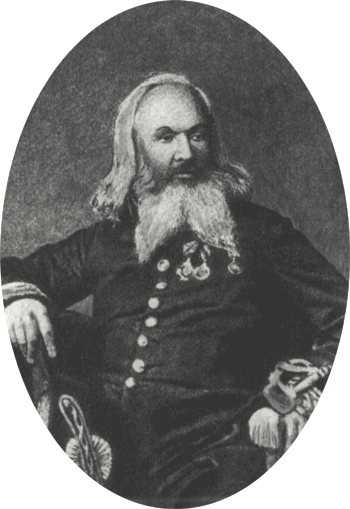
Nikołaj Motowiłow

Nikołaj Aleksandrowicz Motowiłow (ros. Николай Александрович Мотовилов; ur. 3 maja 1809, zm. 14 stycznia 1879) – rosyjski ziemianin, publicysta, wydawca, wieloletni opiekun monasteru Trójcy Świętej i św. Serafina z Sarowa w Diwiejewie, uczeń Serafina z Sarowa i pierwszy jego biograf. Był znaczącą figurą religijną w Rosji II połowy XIX wieku.
Służbę publiczną rozpoczął w Symbirsku w roku 1827. Popadł w konflikt z masonerią i w 1832 roku został osadzony w więzieniu. W późniejszym czasie twierdził, że historia ta została sfabrykowana przez wrogów masonerii. W 1833 roku został uwolniony z więzienia nakazem carskim, ale odtąd nie mógł już sprawować publicznych urzędów.
Motowiłow po śmierci został pochowany obok cerkwi w Kazaniu. W okresie radzieckim wszystkie mogiły zostały zaasfaltowane i jedynym znakiem miejsca pochówku Motowiłowa była stara brzoza. W latach 70. komunistyczne władze zastanawiały się nad wykorzenieniem brzozy. W latach 90. XX wieku grób stał się miejscem pielgrzymek. 
Większość rękopisów Motowiłowa pozostawała nieopublikowana. W roku 1903 wdowa po nim przekazała je Nilusowi, który je opublikował. Rękopisy Motowiłowa stały się głównym źródłem dla biografii i nauczania Serafina. Pisma Motowiłowa silnie oddziałały na Nilusa.
Motowiłow był słowianofilem, wzorem Serafina próbował przepowiadać przyszłość. Przepowiadał, że Rosja połączy się z innymi słowiańskimi narodami i utworzy wraz z nimi wielki ocean narodowy, o którym Bóg przepowiadał przez swoich proroków. Nietrafioną okazała się przepowiednia odnośnie do Antychrysta (miał się narodzić między Moskwą a Petersburgiem) i ósmego ekumenicznego soboru.